# 霍普 (北达科他州)
霍普（英語：Hope），是美国北达科他州下属的一座城市。根据2010年美国人口普查，该市有人口258人。2011年估计该市有人口255人，相对于2010年，增长率为?1.16%。